# Veliko Trgovišće
Veliko Trgovišće je naselje na Hrvaškem, ki je središče občine Veliko Trgovišće Krapinsko-zagorske županije. Med drugim je rojstni kraj prvega predsednika Republike Hrvaške Franje Tuđmana.

## Zgodovina
Čeprav se Veliko Trgovišće v starih listinah omenja že v 16. stoletju, se je večji razvoj kraja pričel šele na začetku 19. stoletja. Med drugimi zgradbami v naselju stojita tudi klasicistična župnijska cerkev Sedam žalosti Majke Božje, ki je bila postavljena leta 1876, in rojstna hiša prvega hrvaškega predsednika Franja Tuđmana.

## Demografija
| Pregled števila prebivalcev po letih | Pregled števila prebivalcev po letih | Pregled števila prebivalcev po letih | Pregled števila prebivalcev po letih | Pregled števila prebivalcev po letih | Pregled števila prebivalcev po letih | Pregled števila prebivalcev po letih | Pregled števila prebivalcev po letih | Pregled števila prebivalcev po letih | Pregled števila prebivalcev po letih | Pregled števila prebivalcev po letih | Pregled števila prebivalcev po letih | Pregled števila prebivalcev po letih | Pregled števila prebivalcev po letih | Pregled števila prebivalcev po letih |
| ------------------------------------ | ------------------------------------ | ------------------------------------ | ------------------------------------ | ------------------------------------ | ------------------------------------ | ------------------------------------ | ------------------------------------ | ------------------------------------ | ------------------------------------ | ------------------------------------ | ------------------------------------ | ------------------------------------ | ------------------------------------ | ------------------------------------ |
| 1857                                 | 1869                                 | 1880                                 | 1890                                 | 1900                                 | 1910                                 | 1921                                 | 1931                                 | 1948                                 | 1953                                 | 1961                                 | 1971                                 | 1981                                 | 1991                                 | 2001                                 |
| 478                                  | 589                                  | 606                                  | 738                                  | 867                                  | 972                                  | 968                                  | 1144                                 | 1131                                 | 1149                                 | 1209                                 | 1208                                 | 1263                                 | 1253                                 | 1239                                 |